# Liste der Fahnenträger der tongaischen Mannschaften bei Olympischen Spielen
Die Liste der Fahnenträger der tongaischen Mannschaften bei Olympischen Spielen listet chronologisch alle Fahnenträger tongaischer Mannschaften bei den Eröffnungs- (EF) und Abschlussfeiern (AF) Olympischer Spiele auf.

## Liste der Fahnenträger
| Mannschaft             | Veranstaltung | Fahnenträger (EF)  | Fahnenträger (AF) |
| ---------------------- | ------------- | ------------------ | ----------------- |
| 1984 in Los Angeles    | Sommerspiele  | Fine Sani Vea      |                   |
| 1988 in Seoul          | Sommerspiele  | Siololovau Ikavuka |                   |
| 1992 in Barcelona      | Sommerspiele  |                    |                   |
| 1996 in Atlanta        | Sommerspiele  | Paea Wolfgramm     |                   |
| 2000 in Sydney         | Sommerspiele  | Ana Siulolo Liku   |                   |
| 2004 in Athen          | Sommerspiele  | Maʻafu Hawke       | ʻAna Poʻuhila     |
| 2008 in Peking         | Sommerspiele  | ʻAna Poʻuhila      | Maamaloa Lolohea  |
| 2012 in London         | Sommerspiele  | Amini Fonua        | Joseph Andy Lui   |
| 2014 in Sotschi        | Winterspiele  | Bruno Banani       | Bruno Banani      |
| 2016 in Rio de Janeiro | Sommerspiele  | Pita Taufatofua    | Siueni Filimone   |
| 2018 in Pyeongchang    | Winterspiele  | Pita Taufatofua    | Pita Taufatofua   |
| 2020 in Tokio          | Sommerspiele  | Malia Paseka       | Volunteer         |
| 2020 in Tokio          | Sommerspiele  | Pita Taufatofua    | Volunteer         |
| 2024 in Paris          | Sommerspiele  | Feofaaki Epenisa   | Feofaaki Epenisa  |
| 2024 in Paris          | Sommerspiele  | Alan Uhi           | Maleselo Fukofuka |

Anmerkung: (EF) = Eröffnungsfeier, (AF) = Abschlussfeier

## Statistik
| Rang    | Sportart       | EF | AF | ∑  |
| ------- | -------------- | -- | -- | -- |
| 1       | Leichtathletik | 3  | 4  | 7  |
| 2       | Boxen          | 4  | 1  | 5  |
| 3       | Taekwondo      | 3  | 0  | 3  |
| 4       | Schwimmen      | 2  | 0  | 2  |
| 5       | Gewichtheben   | 0  | 1  | 1  |
| 5       | Volunteer      | 0  | 1  | 1  |
| Gesamt: | Gesamt:        | 12 | 7  | 19 |

| Rang    | Sportart    | EF | AF | ∑ |
| ------- | ----------- | -- | -- | - |
| 1       | Rennrodeln  | 1  | 1  | 2 |
| 1       | Skilanglauf | 1  | 1  | 2 |
| Gesamt: | Gesamt:     | 2  | 2  | 4 |

| Rang    | Sportart       | EF | AF | ∑  |
| ------- | -------------- | -- | -- | -- |
| 1       | Leichtathletik | 3  | 4  | 7  |
| 2       | Boxen          | 4  | 1  | 5  |
| 3       | Taekwondo      | 3  | 0  | 3  |
| 4       | Rennrodeln     | 1  | 1  | 2  |
| 4       | Skilanglauf    | 1  | 1  | 2  |
| 4       | Schwimmen      | 2  | 0  | 2  |
| 7       | Gewichtheben   | 0  | 1  | 1  |
| 7       | Volunteer      | 0  | 1  | 1  |
| Gesamt: | Gesamt:        | 14 | 9  | 23 |